# Dorian Lévêque
Dorian Lévêque (* 22. November 1989 in Hyères) ist ein französischer ehemaliger Fußballspieler.

## Karriere
Der Linksverteidiger Lévêque spielte in seiner Jugend für den FC Annecy, bevor ihm der Wechsel in die Jugendabteilung des Profiklubs US Boulogne gelang. Bei diesem glückte ihm 2009 im Alter von 19 Jahren der Sprung in die Profimannschaft, die zuvor in die höchste französische Liga aufgestiegen war. Anschließend musste er allerdings mehr als ein halbes Jahr warten, ehe er am 27. Februar 2010 bei einer 0:1-Niederlage gegen AS Monaco sein Erstligadebüt gab; dabei wurde er gleich über die vollen 90 Minuten Spieldauer aufgeboten. Dem folgten vier weitere Partien, bei denen er in der Startelf stand, doch danach wurde er nur noch ein Mal berücksichtigt und musste zum Saisonende überdies den Abstieg seiner Mannschaft hinnehmen.
Im Sommer 2010 wechselte er vom Erstligaabsteiger Boulogne zum Drittligisten EA Guingamp. Bei Guingamp avancierte er sofort zum unangefochtenen Stammspieler und war Teil eines Teams, das 2011 den Aufstieg in die zweite Liga schaffte. Danach blieb er gesetzt, wurde aber von Verletzungen geplagt und musste aus diesem Grund für den Großteil der Spielzeit 2012/13 pausieren. Erst im April 2013 gelang ihm die Rückkehr ins Team und er stand noch einige Male für eine Mannschaft auf dem Platz, die am Saisonende den Aufstieg in die erste Liga perfekt machte. Im Anschluss daran musste er sich auf der linken Abwehrposition gegen Reynald Lemaître behaupten und spielte daher nur gelegentlich von Beginn an. Allerdings war er im nationalen Pokalfinale 2014, das er mit der Mannschaft erreicht hatte, als Teil der ersten Elf gesetzt. Guingamp schlug den Stade Rennes mit 2:0, was für Lévêque den ersten Titelgewinn in seiner Laufbahn zur Folge hatte. Zudem bedeutete dies die Qualifikation zur Europa League 2014/15, in welcher er sein Debüt im internationalen Wettbewerb erreichte und mit der Mannschaft die Gruppenphase überstand.

## Erfolge
- Griechischer Pokalsieger: 2018